# Ска-кор
Ска-кор — різновид музичного стилю ска, що містить елементи хардкор-музики.

## Особливості жанру
- Перевантажена слабка частка.
- Занадто швидкий для ска ритм.
- Ексцентричний вокал (може містити гроулінг або скримінг) Соціальні або політизовані тексти, майже повністю відсутні в музиці ска.
- Невелика тривалість композицій.
- Нерідко відсутня духова секція.

## Виконавці
- The Mighty Mighty Bosstones
- Ляпіс Трубецкой